# Hip Hop Uncovered
	Hip Hop Uncovered ist eine US-amerikanische Dokumentarserie aus dem Jahr 2021, welche die Entwicklung des Hip-Hops in den USA über vier Jahrzehnte hinweg aufgreift. Die Premiere der Dokumentarserie fand am 12. Februar 2021 auf dem US-Kabelsender FX statt. Im deutschsprachigen Raum erfolgte die Erstveröffentlichung der Dokumentarserie am 23. Juli 2021 durch Disney+ via Star als Original.

## Handlung
Diese Dokumentarserie setzt sich mit einer aussterbenden Art von einflussreichen Strippenzieher auseinander, die aus dem Schatten des Hip-Hop heraus agieren. Vor dem Hintergrund von 40 Jahren Musikgeschichte taucht der Zuschauer tief in das Paradox der amerikanischen Kriminalisierung des Genres und seiner Faszination für die Straßenkultur ein, welche diese geprägt hat und noch immer ein Teil dieser ist. Es wird die bislang unerzählt Geschichte wiedergeben, wie die Straßen der USA dazu beigetragen haben, dass die Hip-Hop-Kultur von einem Ausdruck des Trotzes und Überlebenswillens zum dominierten Musikgenre aufstieg. 

## Mitwirkende
- Eugene Henley alias Big U
- Debra Antney alias Deb
- James Antney alias Bimmy
- Christian Mathis alias Trick-Trick
- Jacques Agnant alias Haitian Jack

## Episodenliste
| Nr. | Deutscher Titel                                      | Originaltitel                                              | Erstausstrahlung (USA) | Deutschsprachige Erstveröffentlichung (D/A/CH) | Regie                 |
| --- | ---------------------------------------------------- | ---------------------------------------------------------- | ---------------------- | ---------------------------------------------- | --------------------- |
| 1   | Ein Kind wird ohne Geisteshaltung geboren            | A Child Is Born With No State of Mind                      | 12. Feb. 2021          | 23. Juli 2021                                  | Rashidi Natara Harper |
| 2   | Bargeld regiert alles um mich herum                  | Cash Rules Everything Around Me                            | 12. Feb. 2021          | 23. Juli 2021                                  | Rashidi Natara Harper |
| 3   | Der Scheiß ist echt                                  | S*it's Real                                                | 19. Feb. 2021          | 23. Juli 2021                                  | Rashidi Natara Harper |
| 4   | Für Gangstas ist es einfach anders                   | Things Just Ain't The Same For Gangstas                    | 19. Feb. 2021          | 23. Juli 2021                                  | Rashidi Natara Harper |
| 5   | Musikbranche-Regel 4080: Vertrau keiner Plattenfirma | Industry Rule Number 4080: Record Company People Are Shady | 26. Feb. 2021          | 23. Juli 2021                                  | Rashidi Natara Harper |
| 6   | Siegeszug                                            | Victory Lap                                                | 26. Feb. 2021          | 23. Juli 2021                                  | Rashidi Natara Harper |